# Isole Izvestija CIK
Le isole Izvestija CIK (in russo Острова Известий ЦИК, ostrova Izvestij CIK) sono un gruppo di isole russe bagnate dal mare di Kara.
Amministrativamente fanno parte del distretto di Tajmyr del Territorio di Krasnojarsk, nel Circondario federale della Siberia.

## Geografia
Le isole sono situate nella parte centro-meridionale del mare di Kara, circa 150 km dalle coste siberiane e 45 km a nord delle isole dell'Istituto Artico. Fanno parte della Riserva naturale del Grande Artico.
Si tratta di 4 isole, due grandi e due più piccole, che si sviluppano in direzione ovest-est. L'area totale è di circa 90 km² e sull'isola maggiore (isola Trojnoj) si trova il punto più alto del gruppo di 42 m s.l.m.

Ci sono diversi corsi d'acqua e una ventina di laghi, soprattutto sulle due isole maggiori.

Il territorio è coperto da vegetazione tipica della tundra ed è composto da scisti, arenarie e plateau basaltici.

Il clima è di tipo artico, con una temperatura media annuale di -12,2 °C; la media nel mese di agosto è di +1,8 °C, mentre nel mese di gennaio è di -26,1 °C; il minimo assoluto è stato di -50,0 °C. L'umidità media è circa dell'89%, le precipitazioni annue si aggirano attorno ai 300 mm di pioggia.
In particolare, le isole sono:
- Isola Trojnoj (Остров Тройной), è l'isola maggiore, situata a nord-est rispetto alle altre. Misura circa 27 km di lunghezza, ha un'area di 101,7 km² e uno sviluppo costiero di 66,9 km.[3] Il nome, che significa "isola tripla",[4] indica la sua peculiare conformazione: è infatti suddivisa in tre parti collegate tra loro da alcune lingue di sabbia. Tra queste parti si aprono due ampie baie (Kruglaja e Poljarnika).
Su essa sono presenti la maggior parte dei fiumi e 8 laghi tra i quali Dlinnoe (nella parte orientale), Uglovatoe e Srednee (sulla striscia di sabbia che collega la parte centrale a quella occidentale) e Utinoe (nella parte occidentale). A nord-ovest si trovano due isolette senza nome.
Quasi alla congiunzione della parte centrale con quella orientale, è presente la stazione polare Izvestija (75°57′00″N 82°57′00″E), fondata nel 1953 e situata a 50 m dalla battigia.[2]
- Isola di Pologij-Sergeev (Остров Пологий-Сергеева), è l'isola nord-occidentale del gruppo e la seconda per grandezza. Ha una conformazione simile a Trjnoj, ma è formata da due sole parti collegate da lingue di sabbia. Raggiunge un'altezza massima di 26 m.s.l.m.
Ci sono alcuni fiumi e 14 laghi, il più grande dei quali (Neždannoe), formato dalle strisce di sabbia che collegano le due parti, è in realtà una laguna con un piccolo sbocco sul mare.
- Isola di Chlebnikov (Остров Хлебникова), si trova a sud della parte centrale di Trojnoj. È una piccola isola dalla forma allungata con un'altezza massima di 12 m s.l.m. Non ci sono fiumi ma è presente un lago nella zona occidentale.
- Isola di Gavrilin (Остров Гаврилина), è l'isola più meridionale, si trova a sud di Pologij-Sergeev ed è da essa separata dallo stretto Beluchi (пролив Белухи, proliv Beluchi). Ha una forma allungata, è piccola e rocciosa e raggiunge un'elevazione massima di 20 m s.l.m.

## Storia
Le isole sono state scoperte nel 1932-33 dalla spedizione sovietica sui rompighiaccio "Aleksandr Sibirjakov" e "Vladimir Rusanov" e le fu assegnato il nome attuale in onore del quotidiano Izvestija. CIK è l'acronimo del nome completo del quotidiano nel 1917, ovvero Izvestija "Central'nago Ispolnitel'nago Komiteta" (Извѣстія Центральнаго Исполнительнаго Комитета).

## Eventi recenti
I 5 scienziati russi della stazione polare Izvestija sono stati bloccati in una delle abitazioni della base dal 31 agosto fino al 14 settembre 2016. Questo a causa dell'accerchiamento di 10 orsi polari adulti e 2 cuccioli, che hanno ucciso anche un cane da guardia. La spedizione di soccorso della nave appoggio del servizio meteo Sevgidromet, cui appartiene la stazione, non poteva però arrivare che verso fine settembre. Fortunatamente l’SOS è stato raccolto da un'altra nave oceanografica, la Akademik Tryoshnikov, che viaggiava non lontano dall’isola, la quale è stata in grado di attraccare e “rompere l’assedio” rifornendo gli scienziati con altri cani, bengala, materiale pirotecnico e viveri. La portavoce di Sevgidromet, Yelena Novikova, ha poi dichiarato che l’incontro con un così nutrito numero di orsi non è standard ed ha attribuito l'avvicinamento e l’aggressività degli animali al cambiamento climatico. Il ghiaccio recede velocemente e gli orsi non hanno il tempo di nuotare fino alle altre isole; a Trojnoj però non c'era cibo e si sono perciò diretti tutti alla stazione meteorologica.